# サンビーム・テレビジョン
サンビーム・テレビジョン・コーポレーション（Sunbeam Television Corporation）は、アメリカ・フロリダ州マイアミを拠点とする株式非公開の放送会社で、国内に3つのテレビ局を所有している。

## 歴史
1962年、マサチューセッツ州で家族の製靴業を継承し、第二次世界大戦後の数年間に南フロリダの不動産を購入し、最終的にマイアミビーチに定住したシドニー・アンシンによって設立された。シドニーの息子であるエドマンド・アンシンは、年上のアンシンがコックス・エンタープライズとナイト・リダーの出版一家からマイアミのテレビ局WCKTを買収するという長い探求に勝った際に、父親の元に加わった。コックス・ナイトの協同組合であるビスケーン・テレビジョン・コーポレーション（Biscayne Television Corporation）は、FCCコミッショナーとの不適切な接触により、連邦通信委員会によって取り消された同局を運営するライセンスを持っていた。
エドマンドは、サンビームが同局を買収した際に、WCKTのエグゼクティブ・バイス・プレジデントとして任命された。1971年10月にシドニーが亡くなった後、同社の社長兼最高執行責任者に就任した。WCKTは1983年にコールサインをWSVNに変更し、1993年にボストンのWHDH (TV)をニューイングランド・テレビジョン（New England Television）から買収するまで、サンビーム唯一の財産であり続けた。
2006年9月14日、ボストンのWLVIがトリビューン・ブロードキャスティングからサンビームに買収されることが発表された。売却は同年11月下旬に承認され、12月18日に同局の管理を開始した。
2020年7月のエドマンドの死後、サンビーム・テレビジョンの所有権は息子のアンドリュー・アンシンとジェームズ・アンシンに譲渡された。アンドリューは、同年8月3日に同社の社長兼CEOに任命された。

## 放送局
| ライセンス対象地域・メディア市場  | 放送局    | チャンネル TV（RF） | 所有開始年 | 系列                    |
| --------------------------------- | --------- | ------------------- | ---------- | ----------------------- |
| ボストン - ケンブリッジ           | WHDH (TV) | 7（35）             | 1993年     | 独立放送局 (北アメリカ) |
| ボストン - ケンブリッジ           | WLVI †    | 56（35）            | 2006年     | The CW                  |
| マイアミ - フォートローダーデール | WSVN      | 7（9）              | 1962年     | FOX                     |

- † - 2018年1月9日時点で、同チャンネルはWHDHのスペクトルで共有されている。

## 論争

### NBCの系列紛争

#### WSVN
サンビームの旗艦局であるマイアミのWCKT/WSVNは、1956年に運用を開始した日からNBC系列だった。しかし、ローカルニュースの視聴率が低く、NBCの悔しさのあまり、低視聴率のネットワーク番組を頻繁に横取りしていた。1980年代半ばにNBCが格付けの注目を集めるようになると、同ネットワークは成長するマイアミ＝フォートローダーデール市場での認知度を向上させようとした。
1987年、NBCの当時の親会社であるゼネラル・エレクトリックは、投資会社のコールバーグ・クラビス・ロバーツ・アンド・カンパニーから、当時この地域でナンバーワンのニュース放送局であったCBS系列のWTVJを買収した。サンビームはすぐに買収を阻止しようとし、法廷でNBCと争うために1年以上を費やした。訴訟の結果、NBCはWTVJをCBS系列局として1年以上運営することを余儀なくされたが、どちらのネットワークとも上手く調和していなかった。サンビームの取り組みは最終的に失敗し、1988年12月31日、NBCはWCKT/WSVNとの32年間の系列関係を終了し、全番組をWTVJに移した。
NBCを諦めてから間もなく、サンビームはCBSとの提携を獲得しようとしたが、CBSは40年後にWTVJをNBCに失っていた。CBSはこの申し出を断り、WSVNは三大ネットワークに所属していなかった。しかし、NBCによるWTVJの買収のサイドバーとして、CBSは、フォートローダーデールとブロワード郡での僅かな信号にもかかわらず、1988年春にFOX系列のWCIX（現：WFOR-TV）を買収した。これは結局、マイアミのアウトレット無しで若いFOXネットワークを去ることになった。WSVNとFOXはすぐに系列契約に合意し、1989年1月1日に始まったパートナーシップを開始した。

#### 『ジェイ・レノ・ショー』
2009年4月2日、ボストンのWHDHは、他のNBC系列に加わって、放送する『ザ・トゥナイト・ショー』のホストであるジェイ・レノが率いる新しい1時間番組を放送しないことを発表した。代わりに、同局は、姉妹局のWLVIと22:00に1時間のローカルニュースを同時放送すると発表した。その声明の中で、サンビームのCEOであるエドマンド・アンシンは、既存の23:00のニュースの視聴率と広告収入の両方に関する懸念を決定の主な推進力として引用した。NBCは、WHDHの所属を剥奪するという脅迫でサンビームに回答した。WHDHは妥協案として23:00に新番組を放送することを申し出たが、同ネットワークはその申し出を拒否した。
訴訟の脅威とNBCがその約束を果たす可能性が高いことから、WHDHは2週間後にその決定を再検討した。しかし、アンシンの先見性は後で正しいことが証明される。WHDHの23:00のニュースの視聴者数は、2009年11月の新エピソード放映期間に20％減少し、ニュース番組の後半で同様の減少があったことについての系列の苦情の波により、NBCは、深夜のラインナップの非常に物議を醸す改編で、2010年2月11日に番組のプライムタイムの放送を終了することを余儀なくされた。

#### WHDHからの脱退
『ジェイ・レノ・ショー』の紛争から約5年後、WHDHは、ネットワークがボストンで直営されているプレゼンスを求めていたため、NBCとの系列関係を失う可能性に再び直面した。2015年9月、NBCはサンビームの所有者であるエドマンド・アンシンに、WHDHの系列は更新されないことを通知したが、その後、同局を2億ドルで買収することを申し出た。アンシンはNBCの価格に反発し、5億ドル未満の価値のあるオファーは考慮せず、WHDHの売却にはWLVIも含まれると述べた。アンシンは公に「私たちはNBCの系列局になる」と予測したが、NBCがその番組をニューハンプシャー州メリマックに本拠を置くNBC姉妹ネットワーク・テレムンドが所有する放送局であるWNEUに移すことを計画していることも確認した。アンシンは、これらの動きに対するNBCユニバーサルの主な動機は、WNEUとのさらなる相乗効果を生み出すことであり、広告販売の目的でニューイングランド・ケーブルニュースを共有することであると信じていた。初期の報告では、WHDHがNBC番組を失った場合、サンビームは現在WLVIが保持しているThe CW所属をWHDHに移動することを示唆していた。しかし、アンシンは後に、NBCの所属が失われた場合、WHDHはニュース集約型の独立放送局 (北アメリカ)として運営されると述べ、さらに、WLVIがネットワークとの契約を更新できなかった場合、The CWの共同運営者であるCBSは、2016年秋にThe CWの所属を所有する複占局WSBK-TVに移す可能性があった。
2016年1月7日、NBCオウンド・テレビジョン・ステーションズ社長のヴァラリ・スターブは、NBCが2017年1月1日をもってWHDHとの系列提携を終了し、同日に直営するNBCアウトレットを立ち上げることを確認した。スターブは、NBCの番組がWNEUによって放送されるかどうかを明確に述べていないが、NBCユニバーサルは新しいアウトレットの無線輸送のオプションを評価していたと述べた。発表の前に、アンシンはボストン・グローブに、WHDHからのNBCの計画された移転に挑戦することを検討していると語った。彼は、NBCがWNEUに移動した場合、無線カバレッジの減少の可能性が持続する可能性があると主張した。これは、コムキャストによるNBCユニバーサルの買収時にFCCが課した条件に違反することになる。彼の立場は、アメリカ連邦議会上院議員のエド・マーキーによって支持された。
エドマンド・アンシンは、2016年3月10日に、コムキャストがNBCユニバーサルをもたらした際に与えられた反トラスト法に違反し、WNEUの無線信号がマサチューセッツ州東部の半分しかカバーしていないとしてNBCに対して訴訟を起こそうとした。しかし、彼の訴訟は同年5月16日に終了した。
アンシンは2016年8月16日にNBCユニバーサルとの戦いを認め、2017年初めにWHDHが独立局になることを発表した。WHDHは、プライムタイムの時間帯にシンジケートサービスでネットワークを裏番組化しながら、様々な時間帯にニュース放送を拡大することを計画した。3か月後の同年11月、NBCユニバーサルは、NBCの番組をWHDHから2016年9月に買収した低電力局である新しい直営局（O&O）のWBTS-LDに移行すると発表した。WBTS-LDは、ボストンのレコードの系列として機能し、WNEUの2番目のデジタルサブチャンネルでも同時放送される。

### ディレクTV受託放送紛争
2012年1月14日深夜、サンビームは、放送局に支払われる再送信料金を300％引き上げる交渉が失敗した後、局とディレクTV衛星サービス間のリンクをシャットダウンした。この論争の影響は、南フロリダ地域の推定23万人の顧客に影響を及ぼし、停止中にディレクTVに加入した地元のバーによるいくつかのNFLフットボールゲームの受託放送を妨害した。紛争はサンビームとディレクTV間で解決され、これらのローカルチャンネルは同年1月26日18:00に影響を受けた顧客に復元された。